# Frösche petzen nicht
Frösche petzen nicht ist eine deutsche von der ARD produzierte Kriminalkomödie aus dem Jahr 2010. Der Fernsehfilm zum Thema Industriespionage im Bereich Solarenergie wurde erstmals am 10. Januar 2010 gesendet.

## Handlung
Privatdetektiv Eddie Klever ist zufällig zugegen, als am Flughafen auf Heinz Malinowski ein Attentat verübt wird. Naturgemäß fühlt er sich sofort berufen, Nachforschungen anzustellen, zumal der Schwerverletzte verschwunden ist und die Polizei ihm keinen Glauben schenkt. Der Name Malinowski führt ihn zu einem Modeunternehmen, das Heinz gemeinsam mit seiner Frau leitet und das in Entwicklungsländern produzieren lässt. Das Unternehmen schreibt rote Zahlen, weil Heinz Geld für eine Firma namens Aton beziehungsweise die Errichtung eines Solarparks in Marokko abgezweigt hat.
Daneben betreiben Heinz und sein Bruder Timo ein (geheimes) Forschungsprojekt zur Entwicklung widerstandsfreier Stromkabel. Diese könnten Strom aus der Sahara verlustfrei nach Europa leiten. Die marktbeherrschenden Energiekonzerne haben Wind von der Entdeckung bekommen und ziehen seit geraumer Zeit gegen Aton in den Kampf. Nach Mafia-Manier versuchen sie das Projekt zum Scheitern zu bringen beziehungsweise das Patent zu erlangen.
Zum Schluss wird der Druck für Timo zu groß. Seine Gegner haben den Standort des Forschungslabors herausgefunden und er verkauft ihnen das Patent. In der Presse liest Eddie einige Zeit später, dass Heinz Malinowski bei einem Autounfall in Marokko verbrannt sei.

## Hintergrund
Es ist der zweite Film von Manfred Stelzer mit Pierre Besson als Privatdetektiv Eddie Klever nach Tote leben länger (2005).
Der Film wurde teilweise in Berlin und Warnemünde gedreht.

## Kritik
Rainer Tittelbach hebt die „höchst telegenen Locations“ und die gute Wahl des Hauptdarstellers als Sympathieträger positiv hervor. Sowohl Tittelbach als auch David Denk von Süddeutsche.de bezeichnen die Story als absurd.